# Els contes de Canterbury (pel·lícula)
Els contes de Canterbury. (títol original en italià: I racconti di Canterbury) és una pel·lícula italiana dirigida per Pier Paolo Pasolini, inspirada en Els contes de Canterbury de Geoffrey Chaucer. Dirigida el 1972, aquesta pel·lícula és la segona part de la Trilogia de la Vida, després d'El Decameró (1971) i abans de Les mil i una nits (1974). Pasolini hi adapta successivament els grans relats de l'italià Giovanni Boccaccio, de l'anglès Geoffrey Chaucer (interpretat pel mateix Pasolini), i de mites orientals. El film guanyà el 1972 l'Ós d'or al millor director.

## Argument
La pel·lícula és una adaptació de vuit dels vint-i-quatre Contes de Canterbury: El conte del mercader, El conte del germà mendicant, El conte del cuiner (Pasolini desenvolupa aquest conte abandonat per Chaucer després de només cinquanta versos), El conte del moliner, el pròleg del Conte de la burgesa de Bath (però no el conte en si mateix), El conte del regidor, El conte del venedor d'indulgències i El conte de l'uixer d'església. Contràriament al text original, el vincle entre els contes no es dona per les interaccions entre els pelegrins, sinó per l'única persona de Chaucer, ocupat en la seva redacció.

## Repartiment
- Hugh Griffith: Sir Gener
- Laura Betti: La burgesa de Bath
- Ninetto Davoli: Perkin
- Franco Citti: el diable
- Josephine Chaplin: Mai
- Alan Webb: Un vell
- Pier Paolo Pasolini: Geoffrey Chaucer
- J.P. Van Dyne: el cuiner
- Vernon Dobtcapf: el franklin
- Adrian Street: el moliner
- O.T.: el caçador de bruixes
- Derek Deadman: el marxand d'indulgències
- Nicholas Smith: el monjo
- George Bethell Datch: L'hoste del Tabard
- Dan Thomas: Nicolas
- Francis De Wolff (No surt als crèdits): El pare de la núvia